# Brcko u Zagrebu
Brcko u Zagrebu, snimljen 1917., je prvi hrvatski igrani film. Film je izgubljen, a ostali su sačuvani samo snimci nekih prizora iz filma. Radnja prikazuje pustolovine provincijskog mladića u velikom gradu Zagrebu. 
Snimljen je u produkciji prvog hrvatskog filmskog poduzeća Croatia filma, redatelja Arsena Maasa (A. Masovčića),  a na scenarij Arnošta Grunda.
Prema ovom filmu se zove nagrada hrvatskog festivala posvećenog izgubljenim hrvatskim nijemim filmovima, festivalu Psst!.

## Vanjske poveznice
- Hrvatski filmski savez  Arhivirana inačica izvorne stranice od 21. srpnja 2011. (Wayback Machine) Povijest hrvatskog filma
- IMDB Brcko u Zagrebu